# Hoplia brastagiensis
Hoplia brastagiensis är en skalbaggsart som beskrevs av Moser 1924. Hoplia brastagiensis ingår i släktet Hoplia och familjen Melolonthidae. Inga underarter finns listade i Catalogue of Life.